# Miconia hypoleuca
Miconia hypoleuca là một loài thực vật có hoa trong họ Mua. Loài này được (Benth.) Triana mô tả khoa học đầu tiên năm 1871.

## Hình ảnh

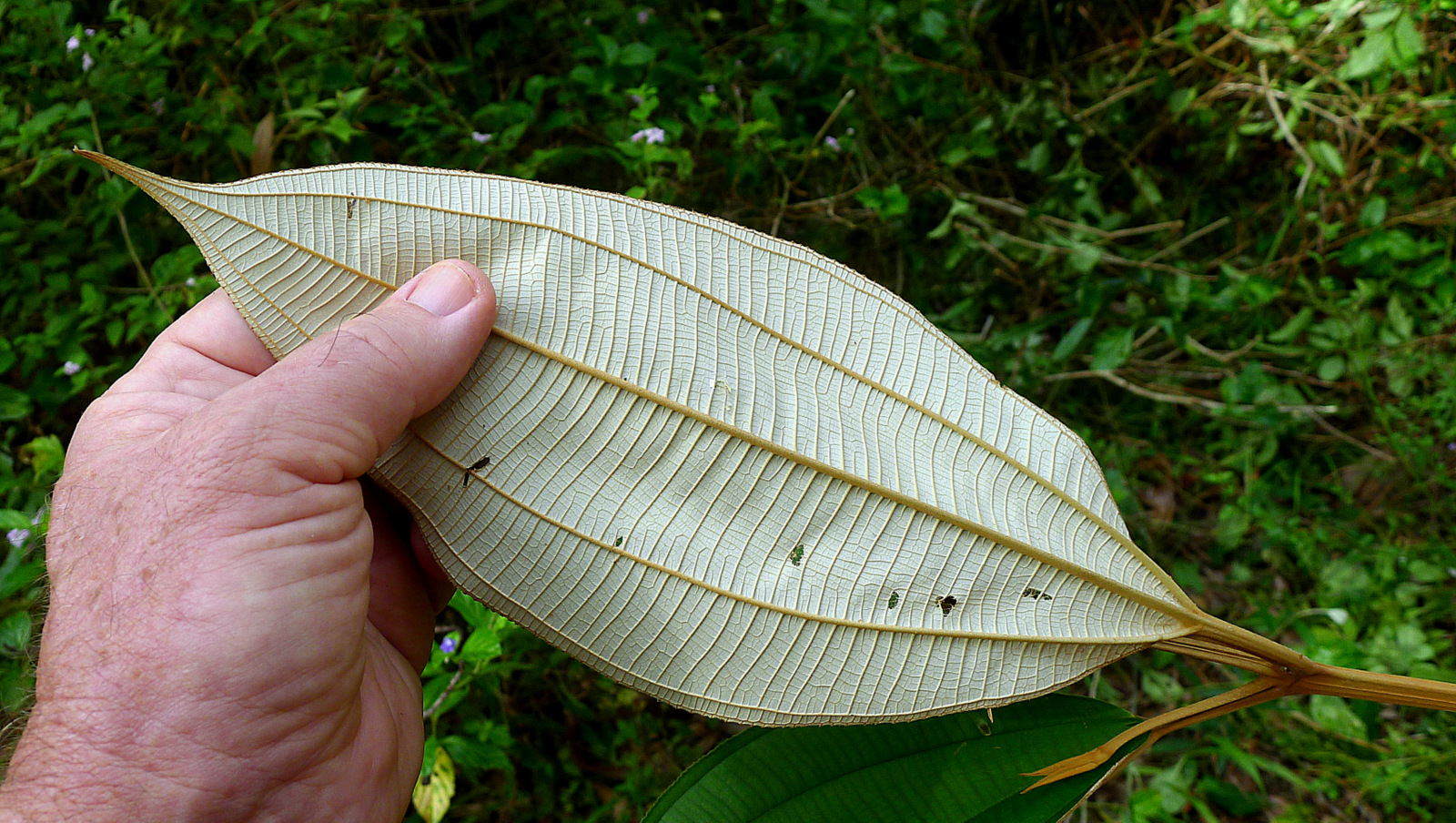
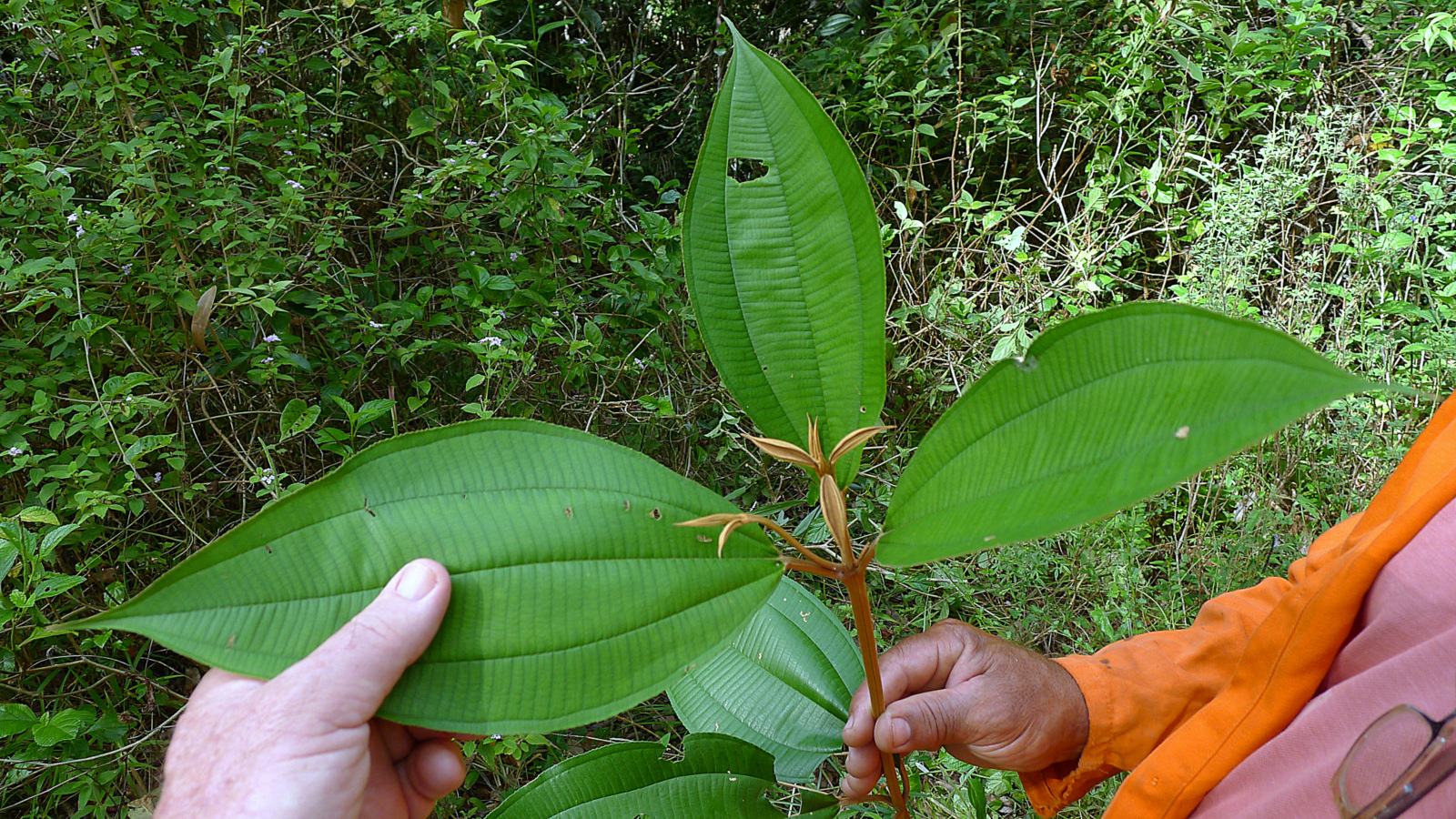
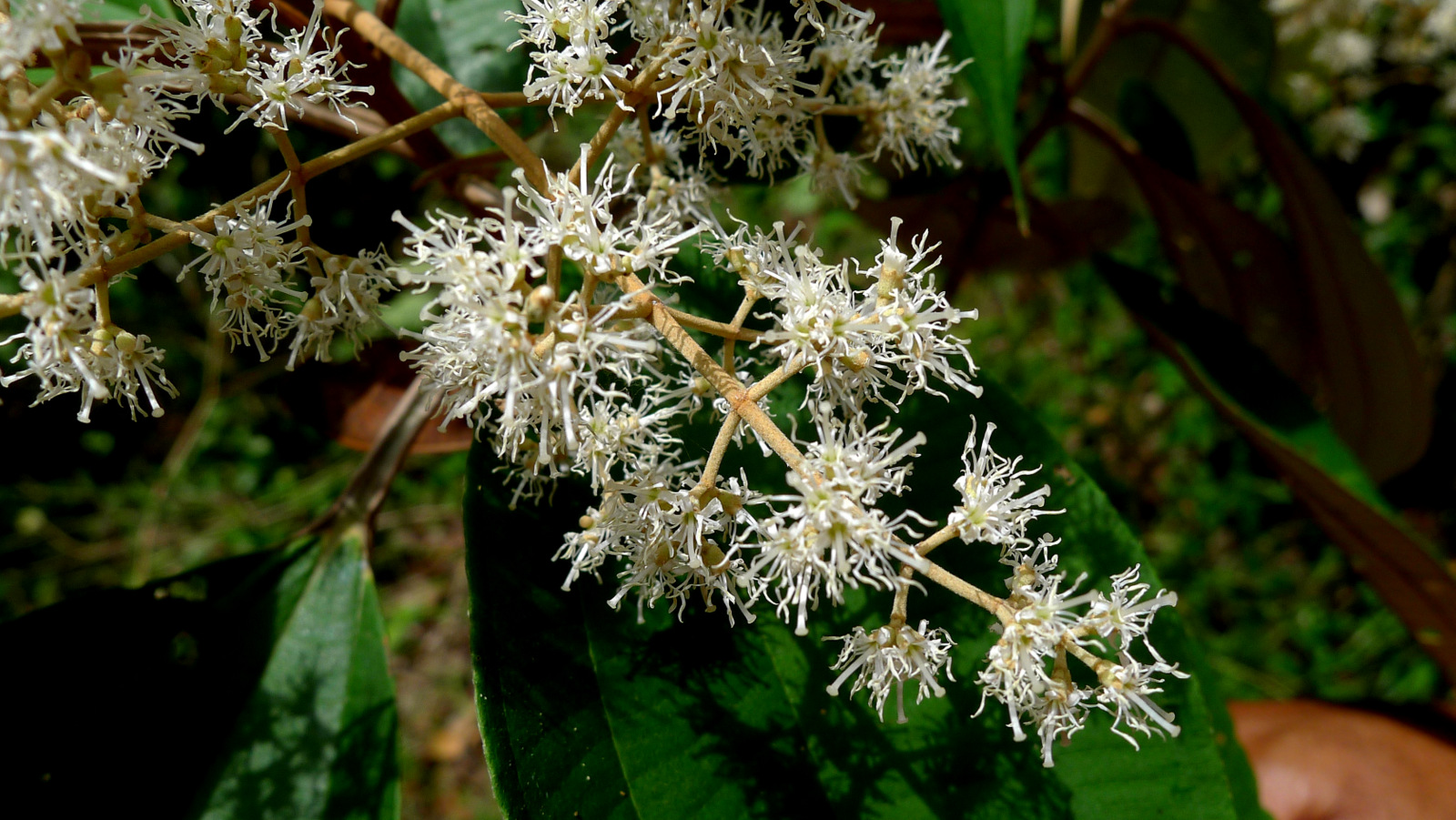
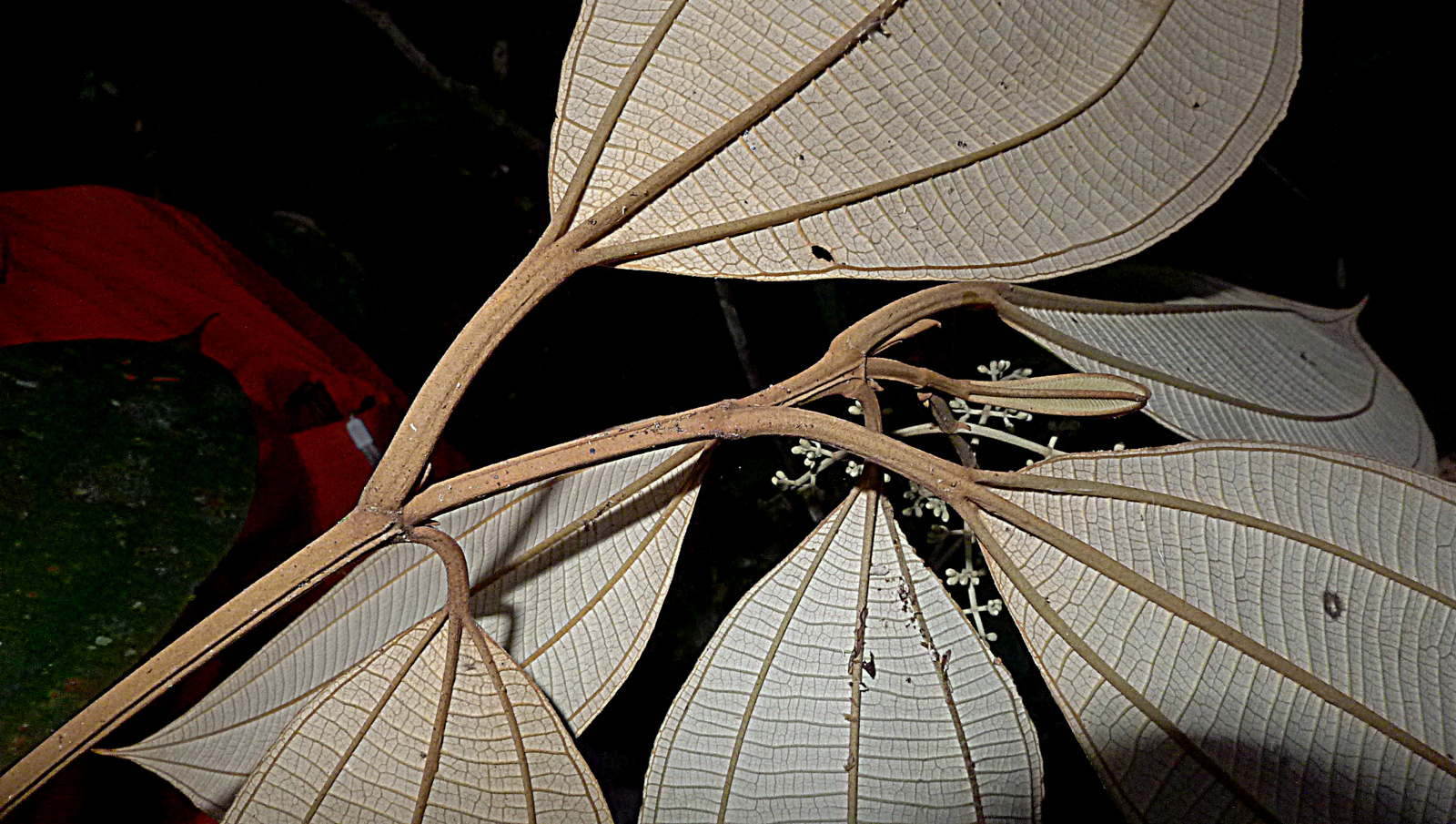